# 馮三元
馮三元（1571年—17世纪？年），號泃水，直隸順天府三河縣人，民籍，治《詩經》。

## 生平
辛未三月初五日生，行二。由廩生中式己酉鄉試七十四名舉人。萬曆三十八年（1610年），年三十九歲中式萬曆三十八年庚戌科會試一百九十八名，第三甲第二百一名進士。吏部觀政，授山東平原縣知縣。

## 家族
曾祖馮迪，登封縣典史；祖馮時，廬州府知事；父馮尚文；母張氏；繼母楊氏；許氏；胡氏。嚴侍下。兄三聘，弟三省；三才。